# الشعوذة (فلم)
الشعوذة (بالإنجليزية: The Conjuring) هو فيلم رعب خارق للطبيعة أمريكي 2013 من إخراج جيمس وان. الفيلم من بطولة باتريك ويلسون وفيرا فارميغا بدور إد ولورين وارن، وهما محققين في الظواهرالخارقة يذهبان لمساعدة عائلة آل بيرون (رون ليفينغستون وليلي تايلور)، الذين يعانون من أحداث مقلقة وغربية بشكل متزايد في مزرعتهم في هاريسفيل، رود آيلاند في عام 1971.
صدر الفيلم في 16 يوليو، 2013، في الولايات المتحدة، وفي 22 أغسطس في الإمارات و4 سبتمبر في مصر و12 سبتمبر في لبنان. حقق الفيلم نجاحاً تجارياً كبيراً ووصلت إيرادت إلى 316 مليون دولار.

## طاقم التمثيل
- فيرا فارميغا
- باتريك ويلسون
- رون ليفينغستون
- ليلي تايلور
- مكانزي فوي

## الإستقبال النقدي

### ردود النقاد
استقبل بمراجعات إيجابية من معظم النقاد، حيث جائت نسبة 86% من المراجعات إيجابية على موقع الطماطم الفاسدة بنائاً على 154 مراجعة نقدية، مع متوسط تقييم 10/7.2، وإجماع في الرأي ينص «مصنوع ببراعة شديدة ومرعب بشكل ممتع، الشعوذة يستحضر الخوف مع سلسلة من الفزعات الكلاسيكية المرعبة والمؤثرة والمنفذة بشكل ذكي».

## وصلات خارجية
- الموقع الرسمي
- مقالات تستعمل روابط فنية بلا صلة مع ويكي بيانات
- الشعوذة في قاعدة بيانات الأفلام العربية